# 寶光實業

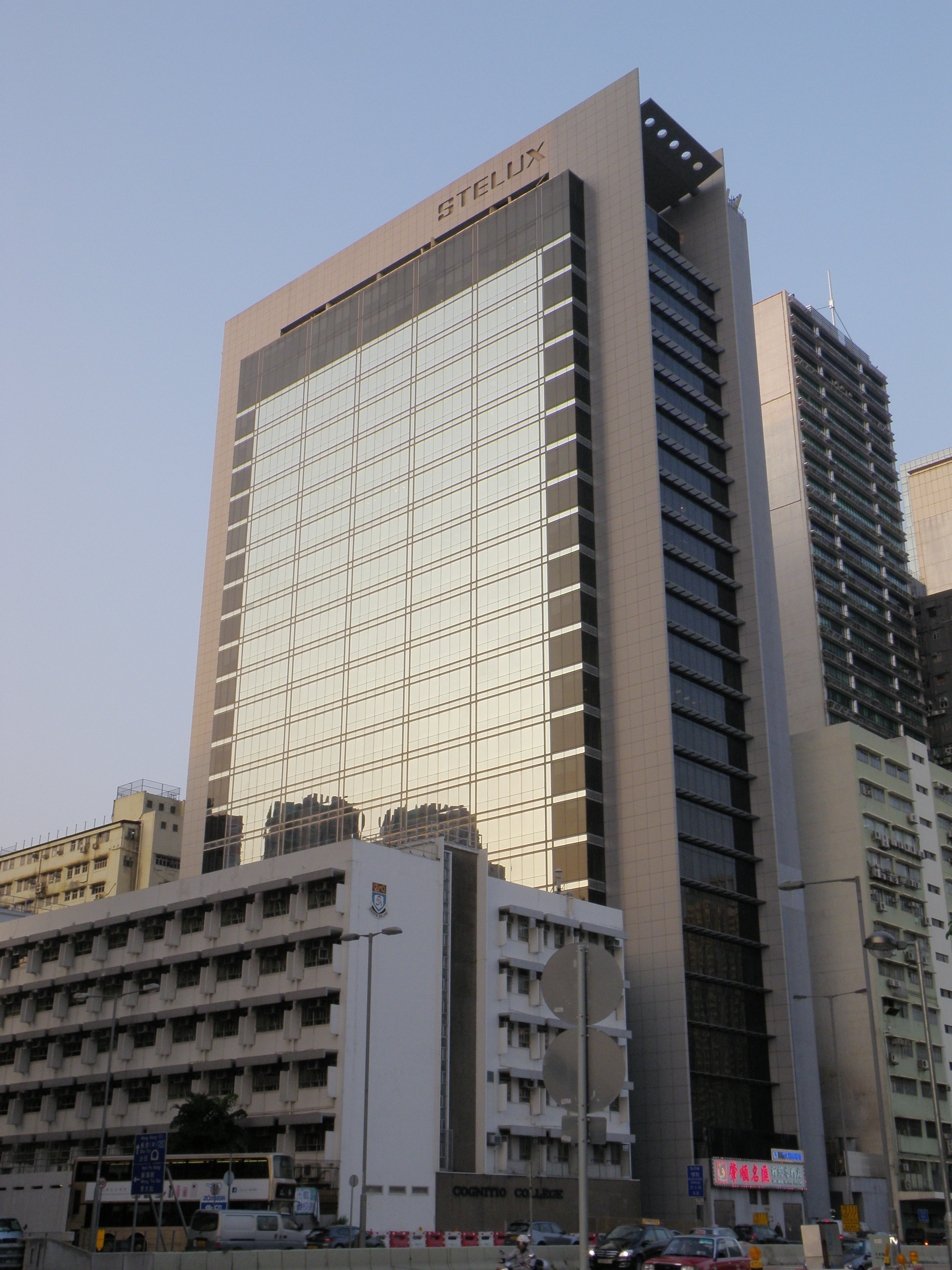
寶光實業總部所在地，位於新蒲崗的寶光商業中心

寶光實業國際有限公司，簡稱寶光實業國際，以及寶光實業（英語：STELUX Holdings International Limited，港交所：0084），在1963年由已故泰國商人黃子明創立，公司成立初期為手錶零件制造商，出口不鏽鋼手錶零件到國外。在1995年，成立「寶光實業集團有限公司」，股份自1972年10月2日，在香港聯合交易所主板上市。公司現任主席為黃創增，為黃氏家族的第二代。。

## 業務

### 零售
公司主要經營眼鏡店、錶店、手錶裝配及批發業務等。主要品牌為「眼鏡88」、「時間廊」、「MOMENTS」、「CITHARA」、「C2」，2011年開設的「eGG optical boutique」及「Seiko精工錶專門店」。主要地區在香港、中國、新加坡、馬來西亞，以及泰國銷售店舖達至572分店。2012年11月29日引入私募股權基金博裕資本為策略伙伴，並向對方發行總額3.71億元的可換股債券。若博裕資本悉數行使兌換權，集團將向對方發行約1.9億股新股，佔擴大後股本15.38％，而主席黃創增的股權將由50.17%攤薄至42.46%。

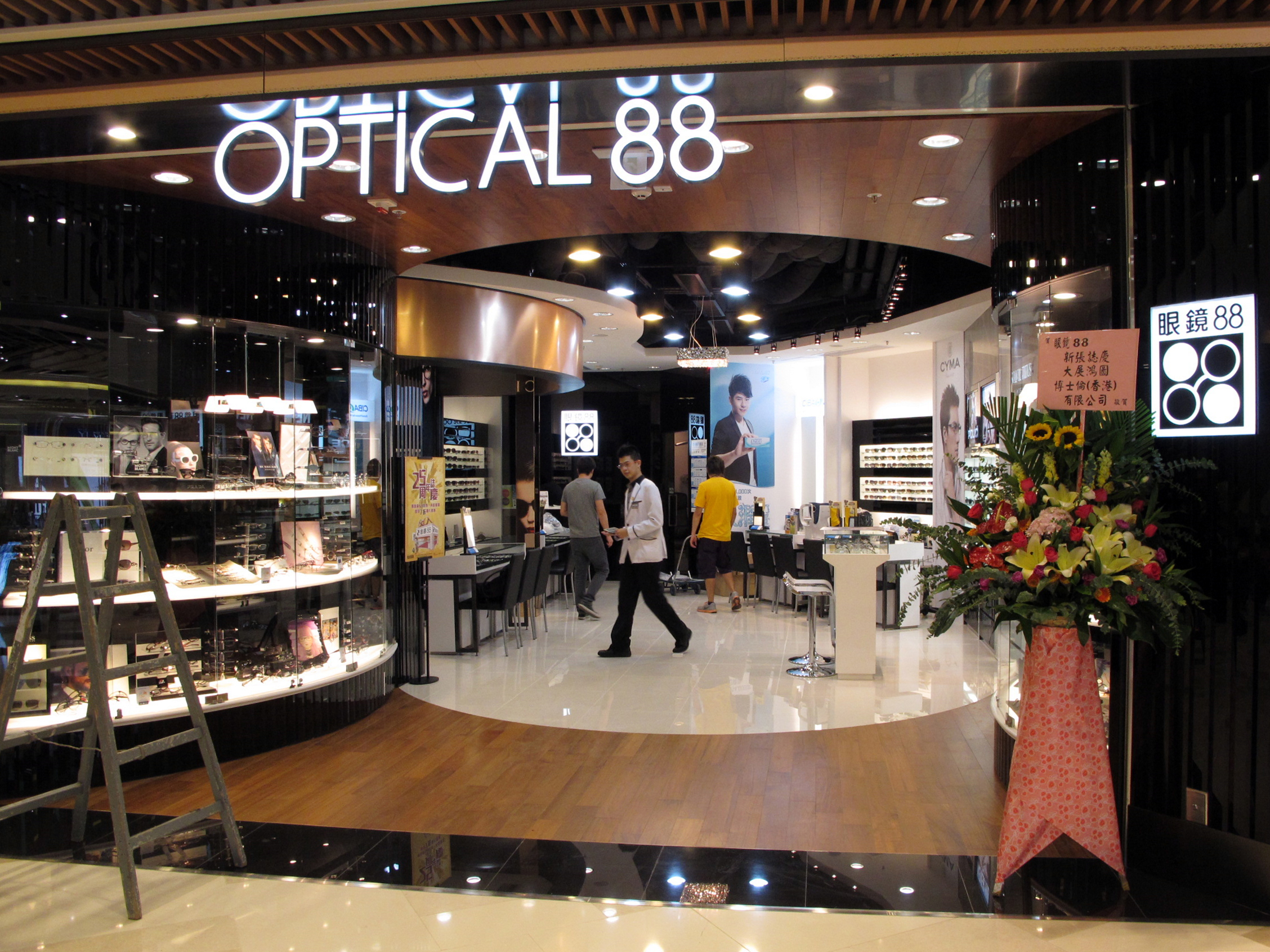
眼鏡88在屯門V city分店
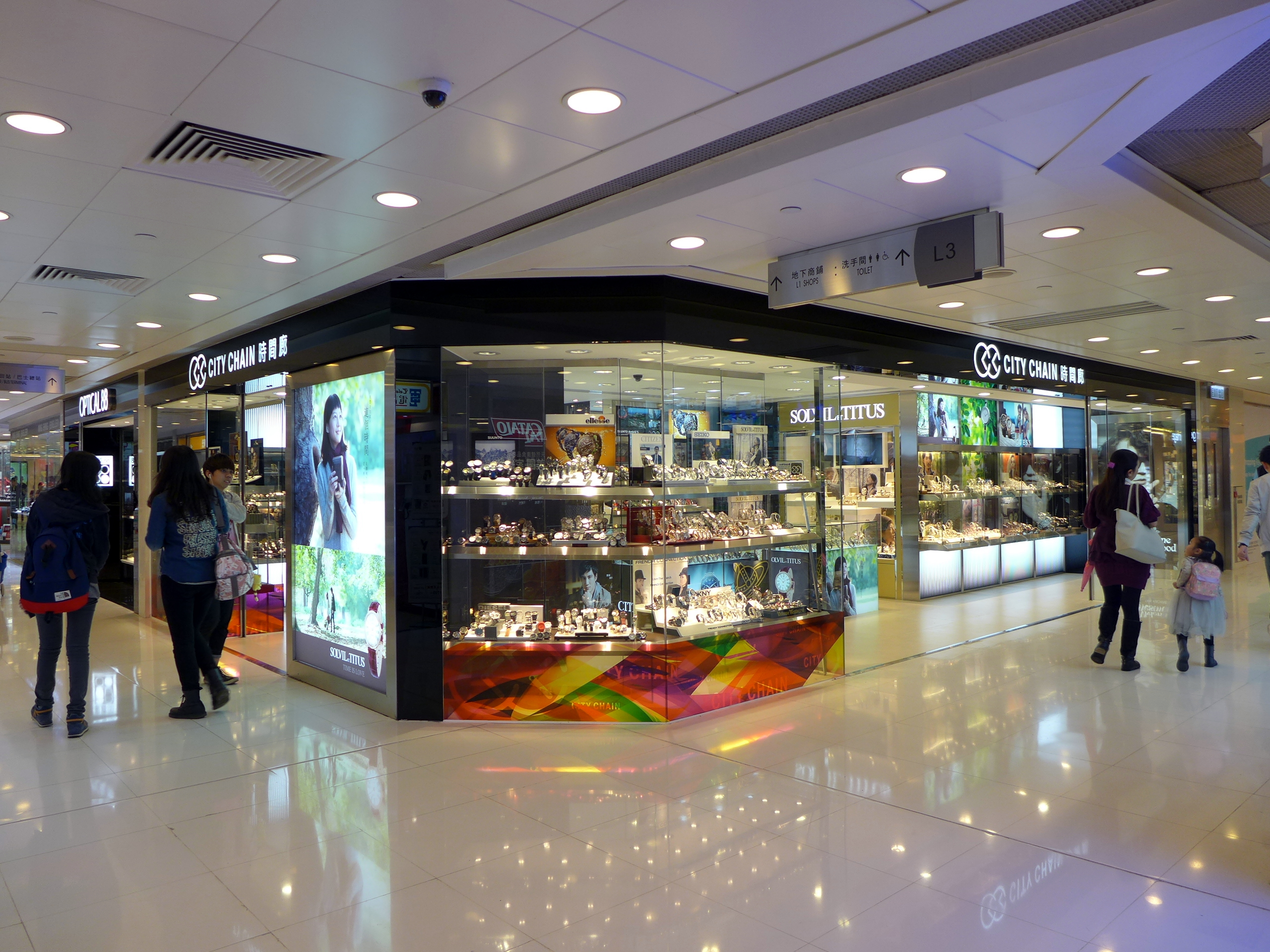
時間廊在沙田廣場分店
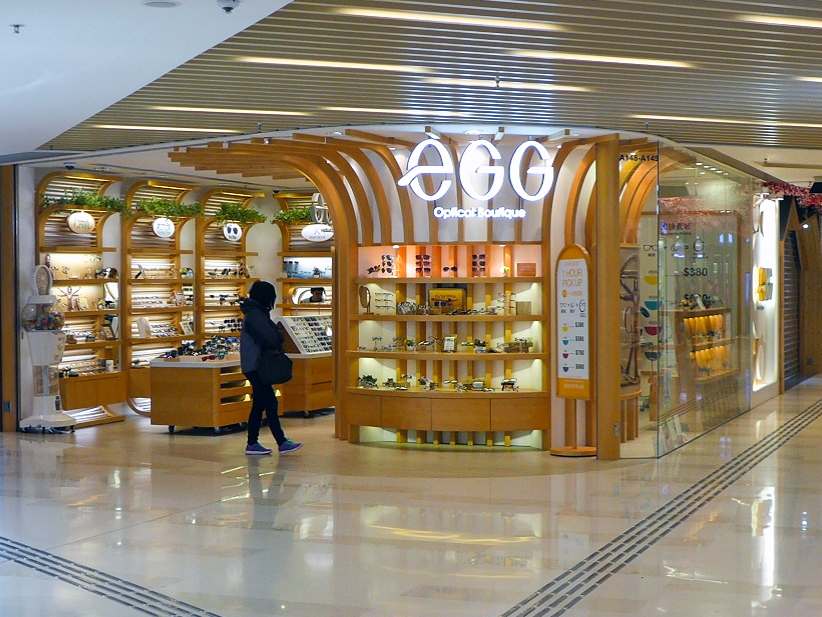
Egg Optical Boutique在YOHO MALL分店

### 地產
寶光曾在1970年代以「美漢企業」名義發展地產業務，及後被佳寧集團借殼，成為佳寧置業。

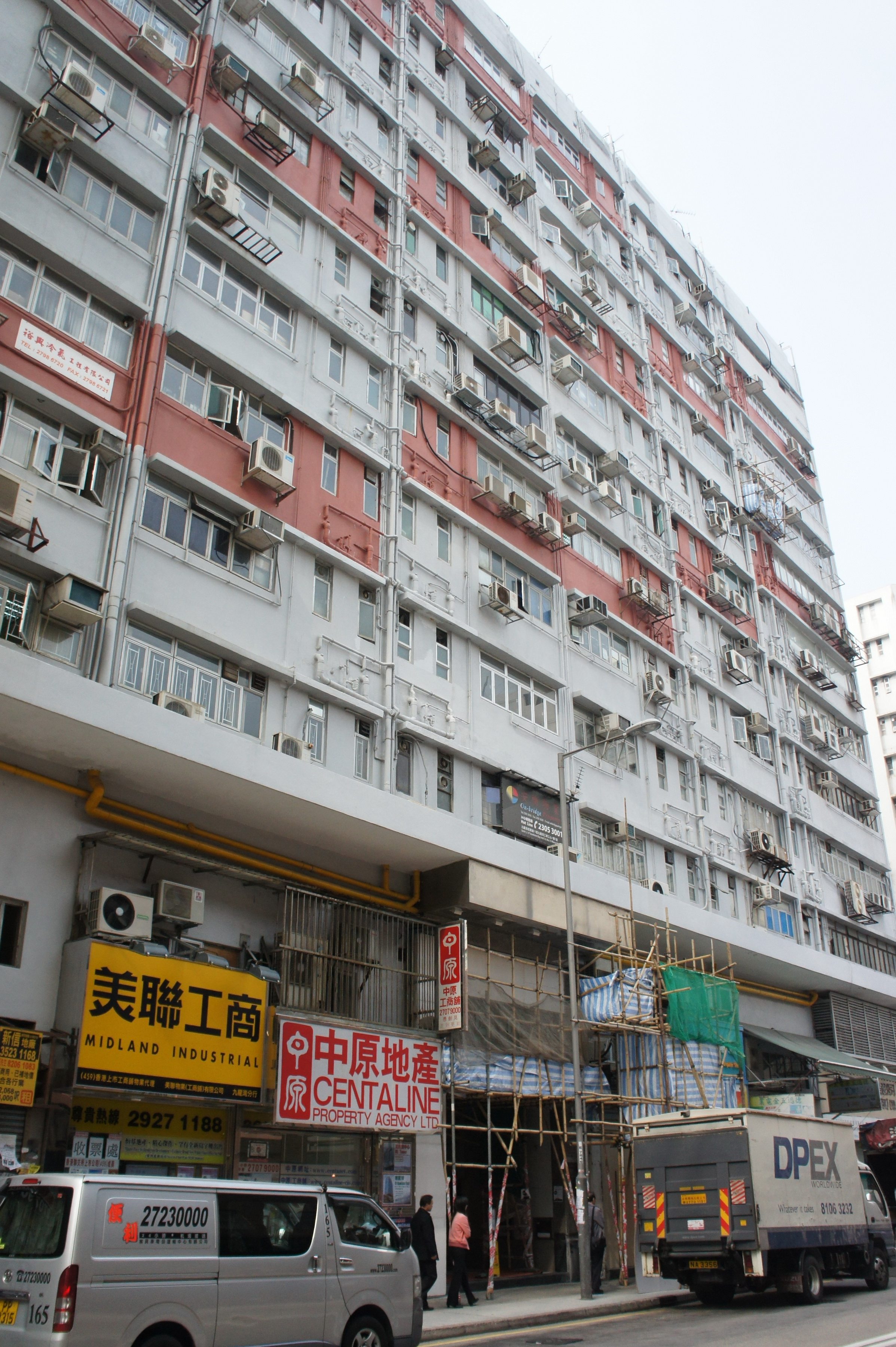
九龍灣工業中心在宏開道的正門入口

之後寶光又以「寶光地產」名義繼續地產業務，在1980年代於九龍灣宏開道15號興建樓高11層的九龍灣工業中心，在1986年入伙。到1990年代在新蒲崗太子道東698號興建樓高25層的寶光商業中心，於1997年落成。2016年4月，消息指公司以20億元委託測量師行暗盤放售大廈。

## 賣盤
2018年1月27日，寶光實業宣布，因市場競爭日趨激烈，業務須作出重大策略改變，向Bright Odyssey公司（大股東黃創增私人持有）出售旗下的業務及資產，包括眼鏡88，eGG optical ，Thong Sia Optical等公司股份及應收款項，買方總購買價為4億元。

## 外部連結
- 官方網頁 （页面存档备份，存于）